# Eugenio Baroni
Eugenio Baroni ( 1865 - 1943 ) fue un botánico italiano.

## Algunas publicaciones
- La fisiologia delle piante. In T. FERRARIS, Botanica Agrar. Tecn. e Mer., 2: pp. 386. 93 fig
- La abreviatura «Baroni» se emplea para indicar a Eugenio Baroni como autoridad en la descripción y clasificación científica de los vegetales.[1]

- «Eugenio Baroni». Índice Internacional de Nombres de las Plantas (IPNI). Real Jardín Botánico de Kew, Herbario de la Universidad de Harvard y Herbario nacional Australiano (eds.).
- Wikispecies tiene un artículo sobre Eugenio Baroni.

- Datos: Q5850435
- Especies: Eugenio Baroni

1. ↑  Todos los géneros y especies descritos por este autor en IPNI.